# George Rhoden
Pour les articles homonymes, voir Rhoden.
George Vincent Rhoden, né le 13 décembre 1926 à Kingston et mort le 24 août 2024, est un athlète jamaïcain, spécialiste du 400 mètres, double médaillé d'or aux Jeux olympiques d'Helsinki en 1952.

## Biographie
George Rhoden, qui a vécu à San Francisco, a été l'un des meilleurs sprinters de la Jamaïque à la fin des années 1940 et au début des années 1950, avec Arthur Wint et Herb McKenley. 
À 22 ans, Il participe aux Jeux olympiques de Londres en 1948, mais n'obtient pas de médaille, éliminé lors des séries du 100 m et des demi-finales du 400 m. Il est également l'un des membres du relais 4 × 400 m, largement favori, mais leurs chances de médaille s'envolent quand Wint se blesse à la cuisse pendant la finale.
Deux ans plus tard, le 22 août 1950 à Eskilstuna, en Suède, Rhoden établit un nouveau record du monde du 400 m en 45,8 s. Il gagne aussi les championnats AAU sur 400 m de 1949 à 1951 et le championnat NCAA, sur 220 yd (201,2 m) en 1951 et sur 440 yd (402,3 m) de 1950 à 1952 alors qu'il est étudiant de l'Université d'État Morgan.
Aux Jeux olympiques de 1952 à Helsinki, George Rhoden est l'un des favoris du 400 m, car il détient le record du monde. Il remporte la médaille d'or devant son compatriote McKenley, déjà deuxième du 400 m quatre ans auparavant. Quelques jours plus tard, il accroche un deuxième titre olympique à son palmarès en gagnant la finale du 4 × 400 m avec le relais jamaïcain, reléguant les Américains à un dixième de seconde et établissant un nouveau record du monde de la discipline en 3 min 03 s 9.

## Palmarès
| Date | Compétition     | Lieu     | Résultat | Épreuve   |
| ---- | --------------- | -------- | -------- | --------- |
| 1952 | Jeux olympiques | Helsinki | 1er      | 400 m     |
| 1952 | Jeux olympiques | Helsinki | 1er      | 4 × 400 m |